# Bredstedt
Bredstedt (dänisch: Bredsted, nordfriesisch: Bräist, mit gedehntem e gesprochen Hörprobeⓘ, plattdeutsch: Breedsteed, südjütisch: Bräjst) ist eine Kleinstadt im Kreis Nordfriesland, Schleswig-Holstein. Die Stadt ist seit 2001 Luftkurort.

## Geographie

### Geographische Lage
Das Gemeindegebiet der Stadt Bredstedt erstreckt sich am Übergang der Bredstedt-Husumer Geest in den Naturraum Nordfriesische Marsch am südlichen Fuße des Stollbergs. Durch den Ort fließt der Bredstedter Bach in den angrenzenden Bredstedter Koog. Dieser wurde um das Jahr 1520 eingedeicht. Die Küstenlinie (Brandungszone) des Nordfriesischen Wattenmeers der Nordsee befindet sich heute in etwa fünf Kilometern Entfernung in westsüdwestlicher Richtung.

### Nachbargemeinden
Direkt ans Bredstedter Gemeindegebiet grenzen:
| Bordelum   |                                             |           |
|            | Kompassrose, die auf Nachbargemeinden zeigt | Sönnebüll |
| Reußenköge |                                             | Breklum   |

## Geschichte

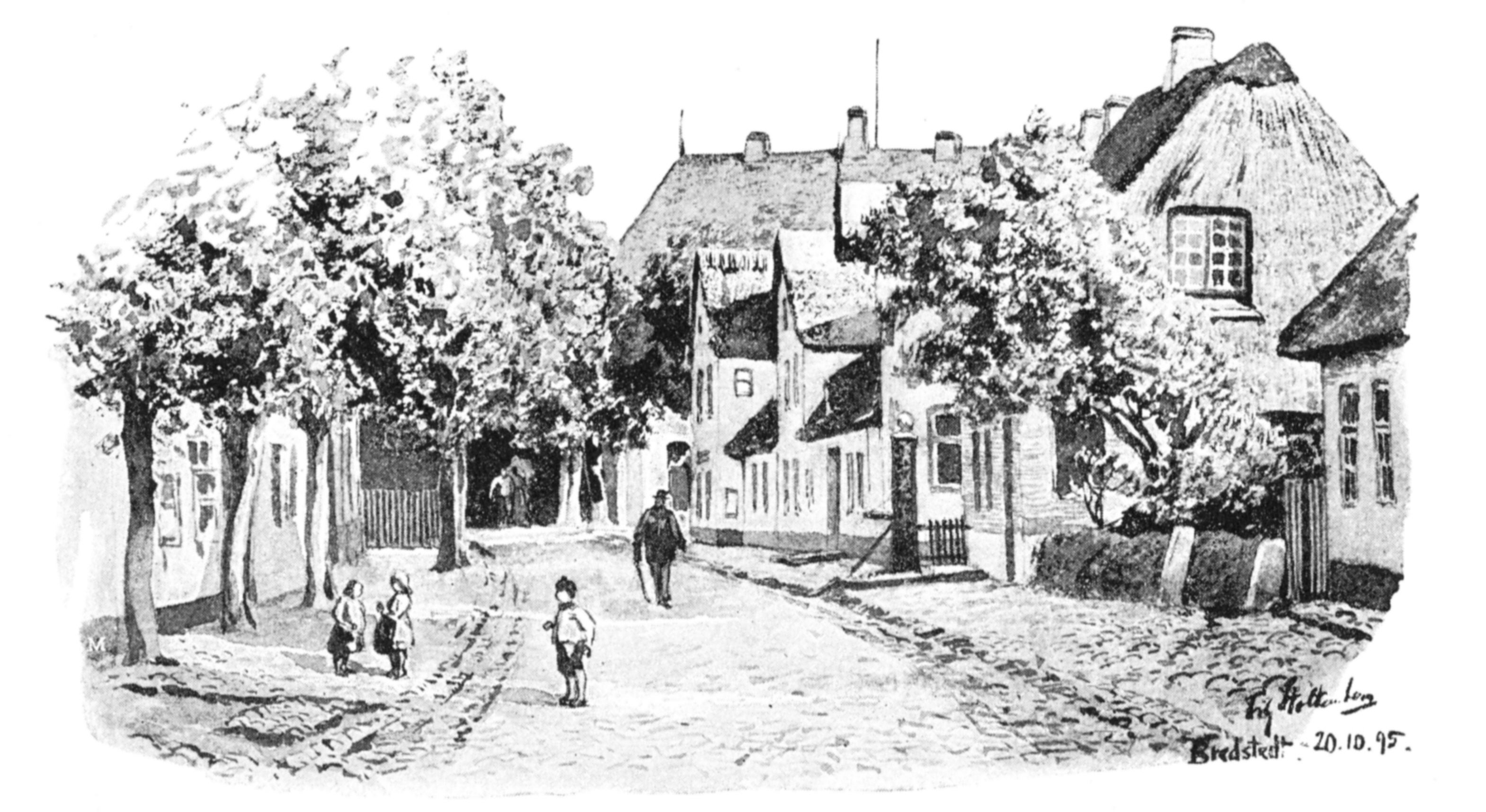
Bredstedt um 1895

Bredstedt wurde urkundlich erstmals 1231 im Erdbuch durch den dänischen König Waldemar II. als Brethaestath erwähnt. Der Ortsname bedeutet etwa breite Stätte (vgl. altnordisch breiðr mit einer Reihe von Entsprechungen im schwedischen, niederdeutschen und englischen Bereich). Der Ort liegt historisch in der Nordergoesharde, die zum Idstedtsyssel, dem südlichen der drei Syssel des südlichen Jütlands und späteren Herzogtums Schleswig gezählt wurde.
Bis ins Jahr 1477 erstreckte sich das Meer noch bis an den Ort heran; Bredstedt hatte einen Hafen und wurde zum Flecken erhoben. Auch wurde es im Spätmittelalter aus dem Kirchspiel Breklum gelöst, doch blieb das Kirchspiel Bredstedt auf den Flecken sowie später auf Teile neu gewonnener Köge im Westen beschränkt.
Die Nordergoesharde gehörte zum Amt Flensburg und blieb bei allen Landesteilungen der Herzogtümer Schleswig und Holstein immer beim königlichen Anteil. Bredstedt hatte als Marktort für ein weites Umland Bedeutung. Als Zentrum der Harde überflügelte es Breklum. Auf Grund des hohen Grades der Selbstverwaltung wurde die Harde im 18. Jahrhundert immer häufiger als Landschaft Bredstedt bezeichnet, womit die Bedeutung des Zentralorts zusätzlich belegt wird. 1785 wurde die Harde aus dem Amt Flensburg gelöst und in ein eigenständiges Amt Bredstedt umgewandelt. Allerdings übernahm bald der Husumer Amtmann auch die Geschäfte in Bredstedt.
Das Amt Bredstedt wurde 1853 durch die vorgelagerten Köge und das Gut Mirebüll erweitert. Nach der Annexion des Herzogtums Schleswig in das Königreich Preußen wurde es schließlich Teil des neuen Kreises Husum. In der Nachfolge der alten Harde war Bredstedt ab 1867 Sitz eines Amtsgerichts, welches bis 1975 bestand. 1887 wurde der Bahnhof an der Marschbahn gebaut. Am 8. Oktober 1900 wurde dem Ort das Stadtrecht verliehen.
Der Aufschwung, der bereits die Verleihung der Stadtrechte nach sich gezogen hatte, hielt auch in den Folgejahren an. So wurde 1902 ein friesischer Heimatverein gegründet. Ebenso erhielt Bredstedt im selben Jahr eine Volksbibliothek, die Vorgängerin der heutigen Stadtbücherei. Im Folgejahr gründete sich der Friesen-Courier, die örtliche Zeitung. Sie wurde bis zum Jahr 1942 herausgegeben. Ebenso wie bei den vorangegangenen Eindeichungen in der Bredstedter Bucht, verbreitete sich die ökonomische Basis auch durch die Bedeichung des Cecilien- und Sönke-Nissen-Koogs in der zweiten und dritten Dekade des 20. Jahrhunderts.
Schwere Krisen zu Beginn und Ende der Weimarer Republik wechselten sich mit einer Blütezeit in der Mitte ab. Sie ließen aber auch die Anspruchshaltung der Bürger gegenüber der politischen Vertretung anwachsen, die aber nicht erfüllt werden konnte. Immer wieder wurde städtische „Misswirtschaft“ kritisiert. Eine schwere Bürgermeisterkrise gab schließlich der NSDAP die notwendige Basis, die zu einem frühen Erblühen des Nationalsozialismus im Raum Bredstedt führte. Bereits vor Beginn der Weltwirtschaftskrise, im Februar 1929, fasste eine Ortsgruppe Fuß. Im März 1933 wurde die NSDAP von 50,2 % der Bredstedter gewählt. Die Regierung von Hitler wurde sogar von 68,4 Prozent der Bevölkerung unterstützt. 1934 wurde ein Reichsarbeitsdienstlager in Bredstedt eingerichtet.
Während der Kriegsjahre 1939–45 wurden durch Brände fünf Häuser zerstört. Hierbei starben zusammen 15 Menschen. Die Zahl der Gefallenen belief sich auf insgesamt 340 bzw. 11 % der Bevölkerung.
Im Jahr 1954 wurde die Effi-Briest-Verfilmung Rosen im Herbst unter anderem in Bredstedt gedreht.
In Bredstedt war zwischenzeitlich auch eine Fachschule zur Ausbildung von Anwärtern beim Bundesgrenzschutz eingerichtet. Diese Schule wurde in den 1990er Jahren geschlossen. Das ehemalige Ausbildungsgelände an der Dörpumer Straße wurde mittlerweile in den Gewerbepark Mittleres Nordfriesland umgewandelt. Von der Tradition als BGS-Standort ist heute noch die Dienststelle eines Bundespolizeirevier hier ansässig.
Bis zum 1. April 2008 war Bredstedt amtsfrei und hauptamtlich verwaltet. Seitdem bildet die Stadt mit den Gemeinden der ehemaligen Ämter Bredstedt-Land und Stollberg das Amt Mittleres Nordfriesland mit Verwaltungssitz in Bredstedt.

## Religion

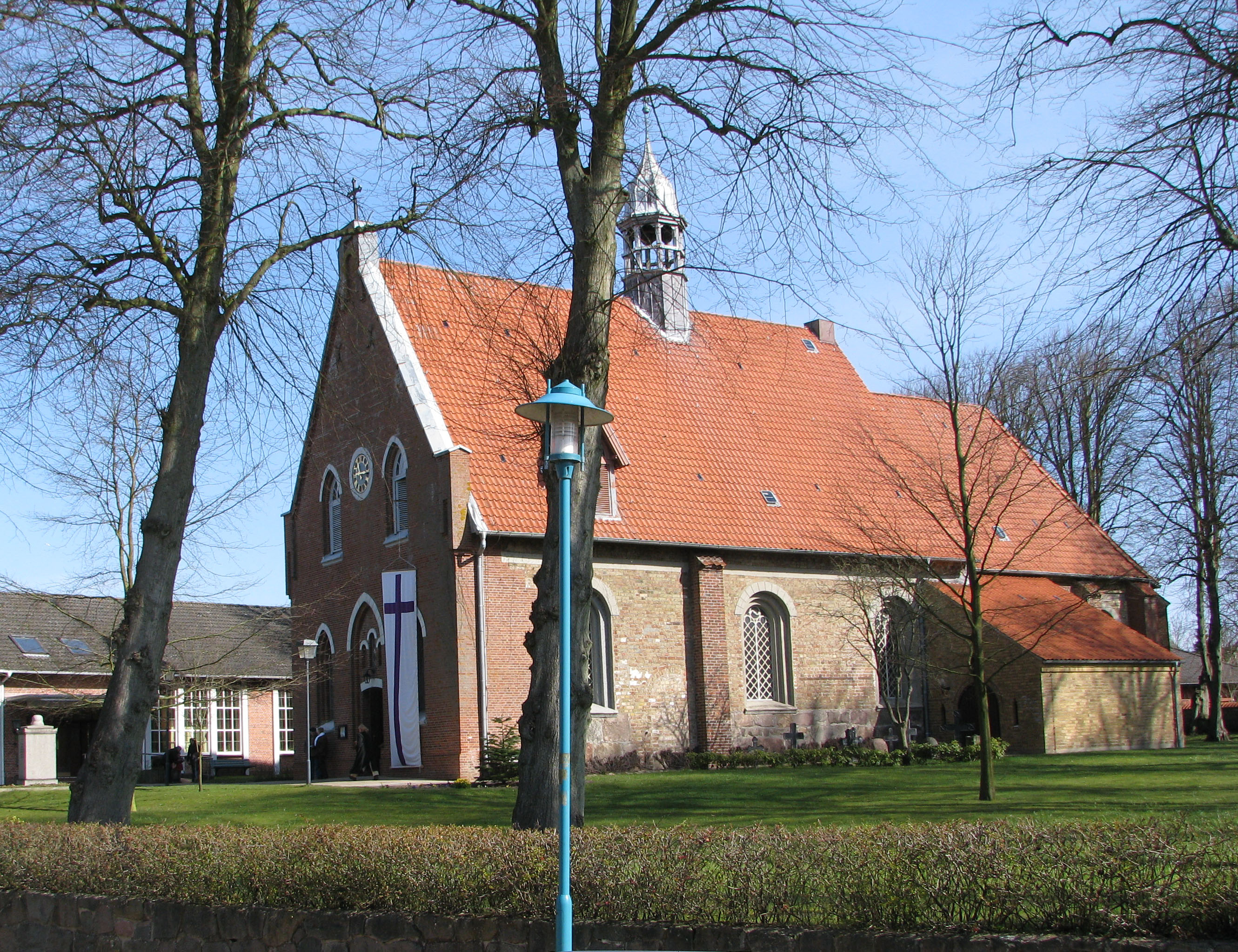
Ev.-luth. St.-Nikolai-Kirche

In Bredstedt gibt es zwei evangelisch-lutherische Kirchengemeinden. Die größte Gemeinde ist die Gemeinde St. Nikolai. Ihr gehören 3800 Gemeindemitglieder (2011) an, das sind 77 % der Bevölkerung. Ihr Gotteshaus ist die 1510 erbaute spätgotische St. Nikolai-Kirche. Die evangelische dänische Gemeinde (Bredsted danske Menighed) nutzt einen Kirchenraum in der dänischen Schule vor Ort.
In der Clementstraße befand sich bis zum Jahre 2019 die katholische Marienkapelle, in der einmal wöchentlich samstags ein Gottesdienst stattfand. Die katholische Gemeinde gehört der Kirchengemeinde Christus König und Sankt Knud in Husum an.
In der Gressstraße gibt es eine Versammlung der Zeugen Jehovas mit ca. 100 Mitgliedern.

## Politik

### Stadtvertretung
Die im Rahmen der Kommunalwahlen in Schleswig-Holstein 2023 abgehaltene Gemeindewahl am 14. Mai 2023 ergab folgendes Ergebnis:
- CDU: 5
- SPD: 3
- SSW: 4
- BIV: 2
- WGB: 5

Die Wahlbeteiligung betrug 47,2 Prozent.
(BIV: Bürgerinteressenvertretung Bredstedt, WGB: Wählergemeinschaft Bredstedt)

### Bürgermeister
Im Zuge einer Direktwahl bestimmten am 3. März 2024 die Bürger der Stadt Bredstedt bei einer Wahlbeteiligung von 43,7 Prozent Christian Schmidt zum neuen Bürgermeister. Es waren drei Gegenkandidaten aufgestellt.

### Wappen
Blasonierung: „Über von Silber und Blau neunmal geteiltem Wellenschildfuß in Rot eine silberne Bohlenbrücke.“

### Städtepartnerschaften
Neben einer Städtepartnerschaft mit der Kommune De Witt im US-Bundesstaat Iowa besteht ein Patenschaftsvertrag mit der polnischen Stadt Kreuz (Ostbahn) (poln. Krzyż Wielkopolski).

## Kultur und Sehenswürdigkeiten

### Vereine
Bredstedt hat ein stark ausgebildetes Vereinswesen. Hierzu zählen mehrere Sport- und Musikvereine.

#### Sportvereine
Bedeutendster Sportverein der Stadt ist der Bredstedter TSV. Er bietet Breiten- und Wettkampfsport in den Hauptsportarten wie z. B. Fußball, Handball, Leichtathletik und weiteren an. Er nutzt vor allem die Sportanlagen an der Süderstraße und die Turnhalle auf dem Gelände der ehemaligen BGS-Schule im Gewerbepark Mittleres Nordfriesland.
Daneben gibt es den TC Bredstedt. Die Tennisanlage des Vereins befindet sich außerhalb des Zentrums im Wald von Quickhorn. Sie ist zu erreichen über die Ausfallstraße Richtung Dörpum.
Im SAV Bredstedt gehen die Sportangler ihrem Hobby nach.
Der älteste örtliche Sportverein ist die Bredstedter Ringreitergilde. Sie wurde bereits im Jahr 1783 gegründet und gehört damit zu den ältesten Sportvereinigungen im Kreis Nordfriesland.
Ein weiterer Traditionsverein ist der Bredstedter Schützenverein, welcher im Jahr 1878 gegründet wurde. Die Schießsportanlage befindet sich am äußeren Ende der Westerstraße.
Der Bredsted IF von 1947 (Bredsted Ungdoms- og Idrætsforening) fördert die dänische Sport- und Jugendarbeit durch kulturelle und sportliche Tätigkeiten.

#### Musikvereine
Dem Bredstedter Handwerkerverein ist ein erfolgreicher Spielmannszug zugehörig.
Daneben gibt es mit der Bredstedter Liedertafel von 1842 einen traditionellen Herrenchor. Darüber hinaus besteht die Gelegenheit des Musizierens im Posaunenchor, welcher von der örtlichen evangelisch-lutherischen Kirchengemeinde gebildet wurde.

#### Sonstige Vereine
Für eine erfolgreiche Stadtentwicklung machen sich unter anderem der Handels- und Gewerbeverein und der Tourismusverein Bredstedt und Umgebung stark. Dem historischen Erbe widmet sich der 1990 gegründete Verein für Bredstedter Geschichte und Stadtbildpflege, der das Bredstedter Archiv im Bürgerhaus und einen Ausstellungsraum unterhält. Der örtliche Theaterverein, die Halligtor-Bühne Bredstedt, produziert jedes Jahr ein Weihnachtsmärchen, ein Sommerstück und ein Krimi-Dinner in hochdeutscher Sprache.

### Museen
Das kleine Automuseum Oldtimer im Stall von K. P. Nielsen stellt seit 1990 alte Autos, Motorräder und Motoren aus.

### Bauwerke
In der Liste der Kulturdenkmale in Bredstedt stehen die in der Denkmalliste des Landes Schleswig-Holstein eingetragenen Kulturdenkmale.

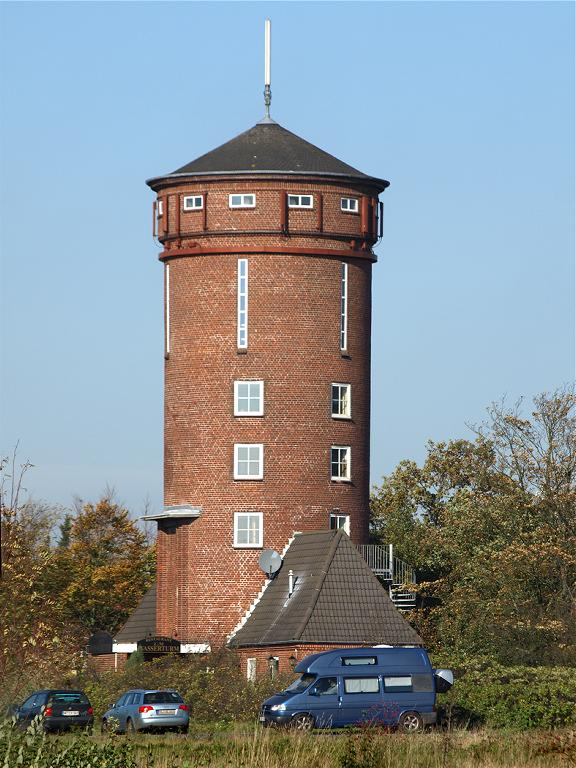
Ehem. Wasserturm der Reichsbahn

Das Zentrum der Stadt Bredstedt ist heute architektonisch gesehen äußerst heterogen. Die älteste Entwicklungslinie erstreckt sich entlang von Norderstraße, Hohle Gasse, Markt und Osterstraße. Dabei bildet der Markt den historischen Ortskern.
Stilistisch hervorzuhebendes Gebäude ist unter anderem der an der Stirnseite des Marktplatzes dominierende Bau Sparkasse/Rathaus aus der Gründerzeit. Der nördliche Gebäudeteil stammt aus dem Jahr 1893/94. Hier war bis ins Jahr 2008 die Stadtverwaltung untergebracht. Der zweistöckige Backsteinbau ist stilistisch der Neugotik angelehnt. Der südliche Gebäudeteil wurde im Jahr 1930 als Anbau an der Ecke Markt/Bohnenstraße ausgeführt. Er wurde für die Spar- und Leihkasse zu Bredstedt errichtet, die mittlerweile das gesamte Gebäude nutzt. Dieser Anbau stammt aus der Feder des Flensburger Architekten Guido Widmann. Im Entwurf nahm er die neugotischen Fassadenelemente in abgeschwächter Form mit auf.
Weitere stilistisch ins Auge fallende Gebäude am Markt sind Wolf's alte priv. Apotheke und das Wohnhaus des ehemals größten Bredstedter Unternehmers, des Tabakfabrikanten Preisler. Letzteres bildet zusammen mit dem ehemaligen und inzwischen restaurierten Fabrikgebäude einen kleinen Innenhof.
Am Beginn der Osterstraße befinden sich gegenüberliegend zwei aus der gesamten Häuserzeile aufgrund ihrer Doppelstöckigkeit dominierende Gebäude. Es handelt sich um das ursprünglich als Postgebäude errichtete Geschäftshaus an der Südseite und das Nordfriesische Haus an der Nordseite der Straße. Sie sind beide für die weitergehende Häuserzeile untypisch in trauf- anstatt giebelständiger Bauweise ausgeführt. Das ehemalige Postgebäude ist ein typisch norddeutscher Backstein- und Klinkerbau. Das davor liegende Haus der Landvögte passt sich in der Fassade dem Nachbarhaus an, ist allerdings nur einstöckig mit einem Walmdach ausgestattet.
Weitere architektonisch auffallende Landmarken außerhalb dieser ältesten Entwicklungsphase sind vor allem das Nordfriisk Instituut (zuvor Volksschule) aus dem Jahr 1871, das Bürgerhaus (ehemals Mittelschule), welches 1913 errichtet wurde (beide an der Süderstraße gelegen) und die ehemalige Landwirtschaftsschule (das heutige Amtsgebäude) an der Theodor-Storm-Straße.
Ebenso sehenswert sind das Bahnhofsgebäude mit dem Wasserturm Bredstedt sowie das Clementshus; die dänischen Seniorenwohnungen (erbaut 1720, restauriert 1987).
Prägend für die moderne Architektur des späten 20. Jh. ist der Fernmeldeturm Bredstedt auf dem zur Gemeinde Bordelum gehörenden Stollberg.

### Regelmäßige Veranstaltungen
- Die Markttage sind eine jährliche Veranstaltung. Meistens finden sie am Wochenende statt und bieten ein  Programm aus Musik und Unterhaltung bis in die späten Abendstunden. Die Markttage sind das größte Ereignis der Stadt.
- Kinderfest: Neben  sportlichen Aktivitäten für Kinder gibt es noch ein  Festzelt.

## Wirtschaft und Öffentliche Infrastruktur
Bredstedt wird in der schleswig-holsteinischen Raumordnung als Unterzentrum eingestuft. Diese Funktion erfüllt sie für die umliegenden Gemeinden im westlichen Mittelteil des nordfriesischen Festlands einschließlich der hier vorgelagerten Hallig Nordstrandischmoor. Die zugeordneten, übergeordneten Zentrale Orte sind die Städte Husum (Mittelzentrum) und Flensburg (Oberzentrum).
Die Wirtschaftsstruktur in Bredstedt ist geprägt durch verschiedene KMU-Betriebe. Größtenteils handelt es sich um inhabergeführte Betriebe. Die Branchenzusammensetzung lässt sich als diversifiziert beschreiben. Unternehmen von regionaler Bedeutung sind zwei traditionsreiche Fachhandelsbetriebe aus den Bereichen Fleischverarbeitung, sowie Holz- und Baustoffhandel. Letzterer betreibt auch einen Bau- und Gartenmarkt.
In Bredstedt bestehen vielfältige Möglichkeiten, den Bedarf der Grundversorgung abzudecken. Darüber hinaus sind in der Stadt Filialen der VR Bank Nord eG, der HypoVereinsbank, und der Nord-Ostsee Sparkasse vorhanden.
Im Einzelhandel ist es in der Vergangenheit zu einem Wandel gekommen. Zahlreiche Geschäfte des Lebensmitteleinzelhandels sind aus der Innenstadtlage an den Ortsrand gewandert. Einige Jahre zurück hatte sich zunächst nur die REWE Group mit einem Discounter- (Penny) und einem Verbrauchermarkt neu angesiedelt. In diese Immobilien sind im Laufe des Jahres 2016 Filialen verschiedener Handelsketten eingezogen. Es handelt sich hierbei um Jysk und einen Markant-Verbrauchermarkt. Die Discountmarkt-Filialen (Aldi Nord, Netto Marken-Discount) befinden sich verkehrsgünstig am südlichen Ortsrand. Am nördlichen Ortseingang in unmittelbarer Nähe der zuletzt erschlossenen Wohngebiete beidseits der Tondernschen Straße hatte sich die coop eG zunächst mit einem großflächigen Verbrauchermarkt (Sky) niedergelassen. Die Schließung dieses Standortes wurde zu Beginn des Jahres 2017 für den Oktober selben Jahres angekündigt. Seit 2023 wird das Gebäude des ehemaligen Sky-Verbrauchermarktes zu einem kleinen Einkaufszentrum umgebaut dessen Zentrum ein Rewe-Verbrauchermarkt sein wird.
Der Innenstadtbereich wird dominiert durch kleinere boutiquenmäßige Bekleidungsgeschäfte und sonstige Dienstleistungsbetriebe (Banken, Versicherungen, Rechtsanwälte, Sportwarengeschäfte, Teefachhandel usw.). In der Haupteinkaufstraße befindet sich darüber hinaus noch ein Kaufhaus, in dessen Räumen die Postagentur bis Ende November 2023 integriert war.
Die Postfiliale befindet sich seit Dezember 2023 im Markant-Markt, einem Lebensmittelladen, der an der B5 liegt.

### Verkehr

#### Motorisierter Individualverkehr
Die Gemeinde wird in Nord-Süd-Richtung von der Bundesstraße 5 im Abschnitt von der Bundesgrenze zu Dänemark bei Tondern bis zu ihrem Übergang in die Bundesautobahn 23 bei Heide durchquert. Sie bildet das Rückgrat für Fahrten des überregionalen Verkehrs in die nordfriesische Stadt. In Bredstedt zweigen von ihr die Landesstraßen in Richtung Ockholm (über die Reußenköge) (L 11), Viöl (über Drelsdorf) (L 28), Wanderup (über Goldelund) (L 12) und Stadum (über Lütjenholm) (L 4) ab.
Durch die ansteigenden Verkehrszahlen entlang der Nord-Süd-Achse ist eine Verlegung der Bundesstraße 5 geplant (Ortsumgehung Bredstedt–Hattstedt).

#### Schienenverkehr

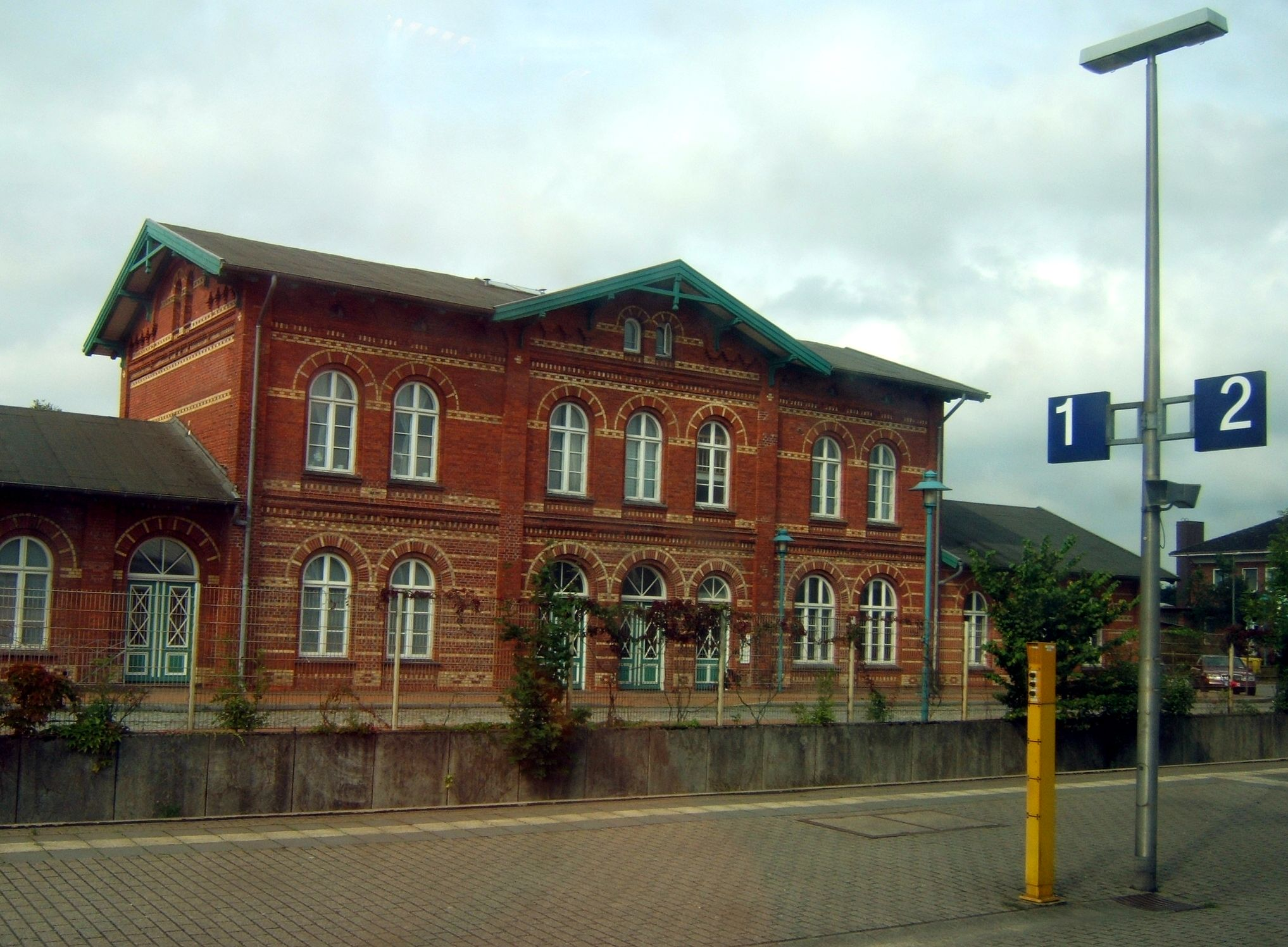
Empfangsgebäude des Bahnhofs Bredstedt

Der Bahnhof von Bredstedt liegt an der Marschbahn. Er ist Umsteigepunkt zum vor-/nachgelagerten Busverkehr innerhalb des Nahverkehrsverbunds Schleswig-Holstein (NAH.SH). Der Bahnhof ist ein regulärer Haltepunkt der Regionalexpress-Linie RE 6, die im Stundentakt zwischen Westerland und Hamburg-Altona verkehrt. Die aktuell gültige Betriebskonzession ab dem Fahrplanjahr 2017 bis 2025 hat die vormalige DB Regionalbahn Schleswig-Holstein (heute DB Regio) erhalten. Im Bahnhof halten regulär auch Züge des Sylt-Shuttle plus.

#### Busverkehr
Bredstedt ist durch einen Linienbusverkehr mit dem zugehörigen Oberzentrum Flensburg direkt verbunden (Buslinie 130). Parallel zur Marschbahn verkehrt die Regionalbuslinie 120 zwischen Husum und Langenhorn sowie die Regionalbuslinie 121. Beide Linien treffen am Bahnhof Bredstedt zusammen und bilden dort die Umsteigehaltestelle sowohl in den übergeordneten in Bahnverkehr als auch einen nachgelagerten Rufbusverkehr in die umliegenden Gemeinden.  Darüber hinaus bestehen verschiedene Schulbusverbindungen und die für den Tourismus wichtige Buslinie nach Schlüttsiel (195).
Bredstedt ist Modellregion für den „Lüttbus“. Dieser Bus fährt ähnlich wie ein Rufbus, hat aber keine festen Abfahrtzeiten. Er wird per App oder Telefon zur gewünschten Zeit angefordert und holt die Fahrgäste zu einer vereinbarten Zeit an der gewünschten Stelle ab.
Seit dem 1. August 2019 erfolgt der Betrieb aller in Bredstedt verkehrenden Buslinien durch das in Husum ansässige Unternehmen Rohde Verkehrsbetriebe.

#### Luftverkehr
Das Ultraleichtfluggelände Bredstedt liegt etwa 2 km nordöstlich des Zentrums.
Seit 2022 befindet sich am Flugplatz der Firmensitz von Breezer Aircraft.

### Öffentliche Einrichtungen

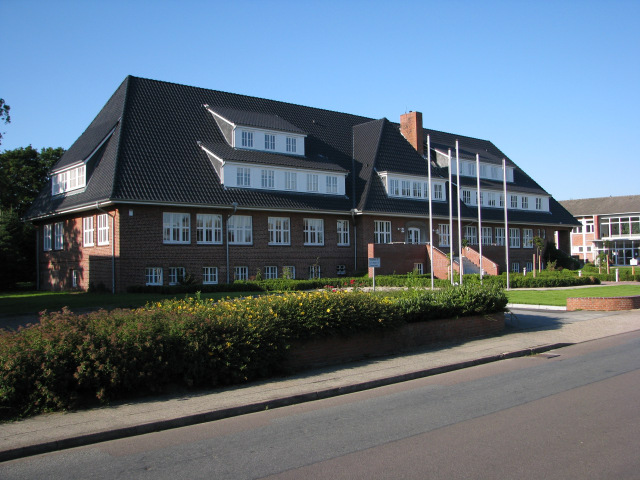
Das Verwaltungsgebäude des Amtes Mittleres Nordfriesland

Als Unterzentrum für den mittleren Teil Nordfrieslands nimmt Bredstedt eine zentrale Rolle ein. So ist hier die Amtsverwaltung des Amt Mittleres Nordfriesland angesiedelt. Nebenan befindet sich das Grüne Zentrum Bredstedt. Hier sind mehrere Institutionen in einem gemeinsamen Bildungs- und Beratungszentrum angesiedelt. Hierzu zählen eine Außenstelle der Landwirtschaftskammer Schleswig-Holstein, die Geschäftsstelle des Kreisbauernverbandes und eine Fachschule für landwirtschaftliche Berufe (ehemals Höhere Landbauschule).
Im Bereich des Bahnhofs befindet sich das Naturzentrum. Hier werden kulturell wichtige Alltagsgegenstände sowie für die Region bedeutsame Pflanzen und Tiere aus Flora und Fauna ausgestellt. Dazu gehören Vögel, Robben, Bäume und andere Pflanzen. In einem Anbau wird über die Imkerei aufgeklärt. Im Hauptgebäude befinden sich Modelle zum Deichbau. Jedes Jahr finden wiederkehrend Veranstaltungen statt. Dazu gehören die Staudenbörse oder die Apfeltage.

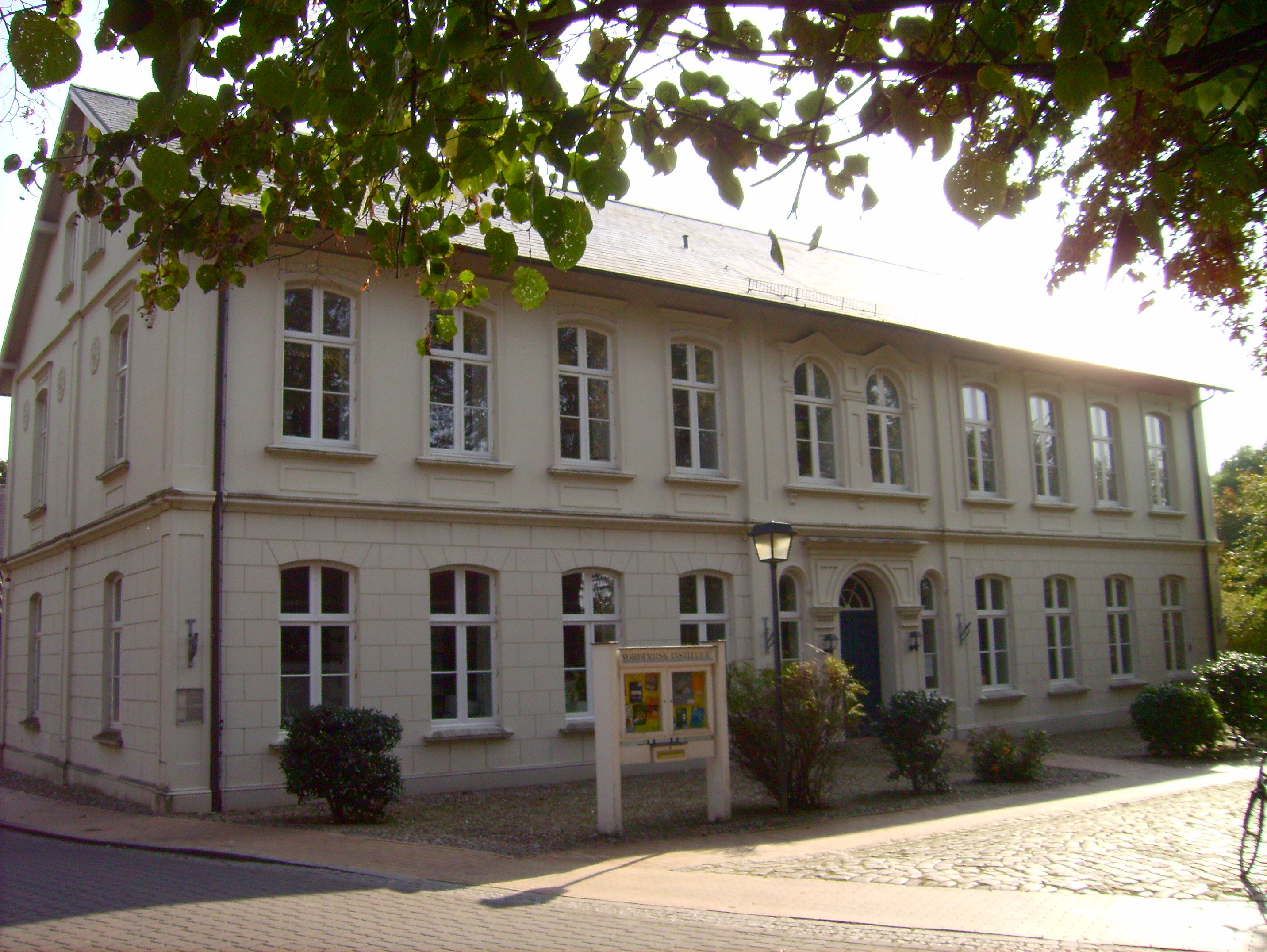
Das Nordfriisk Instituut an der Süderstraße

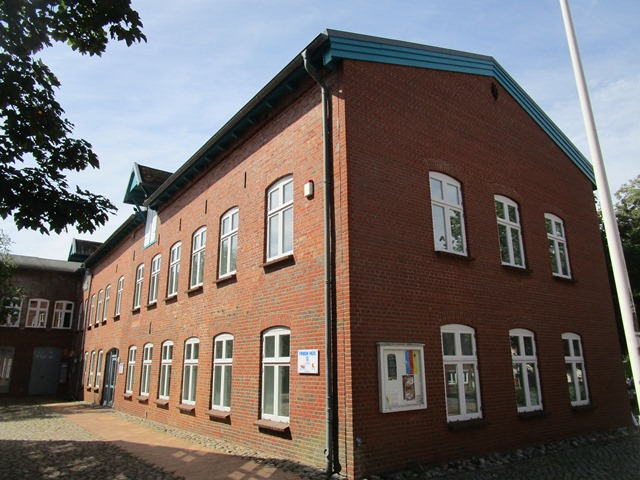
Das Friisk Hüs an der Bohnenstraße

Als zentrale wissenschaftliche Einrichtung für die friesische Sprache, Kultur und Geschichte wirkt seit 1965 in Bredstedt das Nordfriisk Instituut. Es unterhält eine umfangreiche Bibliothek (Präsenzbibliothek) mit Werken zur (nord-)friesischen, aber zum Teil auch schleswig-holsteinischen, dänischen und sorbischen Geschichte und Kultur. Sie wird ergänzt durch ein Archiv zur Auswanderung vieler Nordfriesen vor allem nach Nordamerika. Das Institut veröffentlicht als Verlag zahlreiche Bücher über Nordfriesland und bietet außerdem Vorträge an. Getragen wird die Einrichtung von dem 1948 gegründeten Verein Nordfriesisches Institut.
Im Bürgerhaus an der Theodor-Storm Straße ist die Stadtbibliothek untergebracht. Ergänzt wird die Einrichtung durch eine dänische Bücherei. Letztere wird betrieben durch die Dänische Zentralbibliothek für Südschleswig.

### Bildung

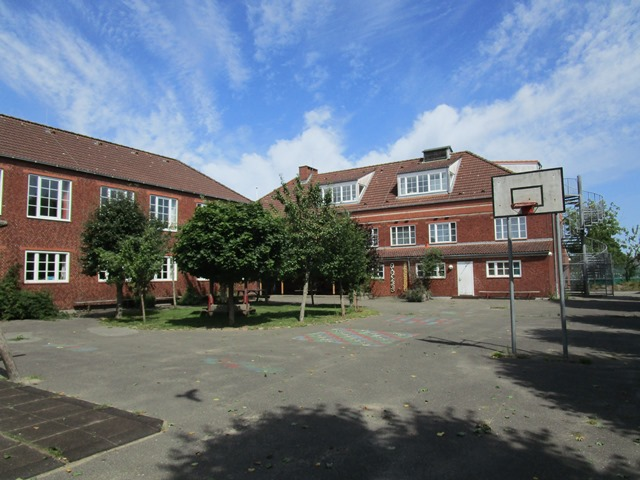
Die dänische Schule in Bredstedt (Bredsted danske Skole)

Bildungseinrichtungen in Bredstedt sind die Grundschule an der Gartenstraße, sowie eine Gemeinschaftsschule an der Süderstraße. Beide werden betrieben durch den Schulverband Mittleres Nordfriesland. In die Gemeinschaftsschule wurde zuletzt die Hauke-Haien-Förderschule als gesondertes FörderZentrum (FöZ) 'Lernen' integriert.
Da die Stadt ein kleines Zentrum der dänischen Minderheit in Schleswig-Holstein ist, betreibt hier der Dänische Schulverein für Südschleswig eine Gesamtschule.
Weitere Bildungseinrichtungen sind insgesamt vier Kindergärten. Hierzu zählen ein Waldorfkindergarten, ein dänischsprachiger und zwei deutschsprachige Kindergärten. Letztere werden durch den ADS-Grenzfriedensbund betrieben, der dänischsprachige durch den Dänischen Schulverein für Südschleswig.

## Persönlichkeiten

### Söhne und Töchter der Stadt
- Ewerdt Friis (1619–1672), Bildschnitzer
- Andreas Pauli von Liliencron (1630–1700), Leiter der deutschen Kanzlei in Kopenhagen
- Johann Georg Wiggers (1748–1820), Hochschullehrer und hanseatischer Gesandter in St. Petersburg
- Hans Knudtzon (1751–1823), Kaufmann und Mitglied des norwegischen Parlaments (Storting)
- Carl Gottlieb von Kleist (1778–1849), dänischer Generalmajor
- Christian Albrecht Jensen (1792–1870), führender Porträt-Maler im deutsch-dänischen Gesamtstaat
- Christian Carl Magnussen (1821–1896), Maler der Friesen
- Manfred Jakubowski-Tiessen (* 1948), Historiker und Hochschullehrer
- Thomas Steensen (* 1951), Autor und ehem. Direktor des Nordfriisk Instituut
- Hans-Jürgen Netz (* 1954), Autor

### Weitere Persönlichkeiten der Stadt Bredstedt
- Otto Kemmerich (1886–1952), Langstreckenschwimmer[25]
- Fiede Kay (1941–2005), Sänger und Liedermacher

## Sonstiges
Die Stadt war Namenspate des bis November 2018 in Warnemünde beheimateten Schiffs des Bundespolizeiamtes See mit der Kenn-Nummer BP 21.